# Transeius infundibulatus
Transeius infundibulatus är en spindeldjursart som först beskrevs av Athias-Henriot 1961.  Transeius infundibulatus ingår i släktet Transeius och familjen Phytoseiidae. Inga underarter finns listade i Catalogue of Life.